# Steven T. Kuykendall
Steven T. Kuykendall (ur. 27 stycznia 1947 w McAlester, zm. 23 stycznia 2021 w Long Beach) – amerykański polityk, członek Partii Republikańskiej.

## Działalność polityczna
Od 1994 zasiadał w Zgromadzeniu Stanowym Kalifornii. Następnie od 3 stycznia 1999 do 3 stycznia 2001 przez jedną kadencję był przedstawicielem 36. okręgu wyborczego w stanie Kalifornia w Izbie Reprezentantów Stanów Zjednoczonych.